# 格赖芬湖
格赖芬湖（德語：Greifensee，發音：[ˈɡraɪfn̩ˌseː]）是瑞士苏黎世州境内的一个湖泊，位于苏黎世东北11公里，面积160平方公里，是苏黎世州内仅次于苏黎世湖的第二大湖。该湖形状狭长，长约6公里，最宽处约1.6公里，最深处32米。